# Штит
Штит је оруђе за одбрану, намењен је да се препречи ударцу. Штит се обично носи у руци.
Први штитови су служили да блокирају ударац неког оружја као што су мач, секира, буздован, копље, стреле... Величине и облици штита су варирали од места и времена где и када су настајали. Штитови су били прављени од метала, дрвета, животињске коже а користили су се чак и штитови од корњаче.
Величина и маса су веома често варирали. Лако оклопљени ратници коју се се ослањали на брзину и изненађење су носили лаке штитове, који су били или мали или танки. Док су тешко оклопљене јединице биле опремљене великим и тешким штитовима који су могли да штите цело тело. Многи штитови имали су куку помоћу које се штит могао окачити о леђа или о коња када није био у употреби.
Тешко оклопњени римски легионари су користили велике правоугаоне штитове (scuta, који су нудили велику заштиту али малу окретност. Позната формација помоћу штита коју су Римљани користили звана корњача (testudo), где је цела група војника затворена у оклопну кутију. Многе древне тактике су организоване тако да војници који стоје један до другог направе зид од својих штитова.
Почетком средњег века у европи су постали популарни штитови који су били правоугаони али је доњи део штита био полукруг. Они су давали већу покретљивост ногу и лакшу употребу на коњу. Такозвани тврђава штитови су били распрострањени међу трупама у првој лини фронта, они су били висине колико и човек а најчешће шири од тела, ови штитови су пружали сјајну заштиту од стрела.
Како су се оклопи усавршавали тако су штитови постајали све мањи. Кроз време доста витезова се одрекло штита у замену за већу покретљивост и могућности коришћењу дроруких оружја. Док су остали витезови и ратници направили посебан такозвани “Buckler” штит. То је био мали округао штит направљен од метала, није пружао добру заштиту од стрела али је био добар заштитник од ударца мачем или буздованом. Овај штит се није држао већ је био завезан за руку помоћу два каиша, што је омогућавало да обе руке буду слободне. А главна особина овог штита је била та што се њиме лако могло и ударити.
Штитови су наставили да се употребљавају чак и када их је појава барута начинила готово бескорисним. У 18-ом веку у Шкотској се користио мали али тешки округли штит звани “targe” који се показао као добра заштита од куршума.
У 19-ом веку неразвијене земље су и даље користиле штит. Зулу ратници су носили велике али лаке штитове који су били направљени од бивоље коже на дрвеној потпори, ови штитови су се звали “Ishlangu” користили су се у комбинацији са копљем или буздованом.
Многе полиције у свету у данашње време користе штит као заштиту.

## Историја

### Старински штитови
Величина и тежина су се веома разликовали. Лако оклопљени ратници који су се ослањали на брзину и изненађење углавном би носили лаке штитове (пелте) који су били мали или танки. Тешке трупе могле су бити опремљене робусним штитовима који су могли да покрију већи део тела. Многи су имали каиш зван гиџ који им је омогућавао да буду пребачени преко леђа корисника када нису у употреби или на коњу. Током 14–13 века пре нове ере, Сарди или Шарданци, који су радили као плаћеници за египатског фараона Рамзеса II, користили су велике или мале округле штитове против Хетита. Микенски Грци су користили две врсте штитова: штит „осмице“ и правоугаони штит „кула“. Ови штитови су били направљени првенствено од плетеног оквира, а затим ојачани кожом. Покривајући тело од главе до пете, осмица и штит-кула нудили су већем делу тела ратника добру заштиту у борби прса у прса. Древни грчки хоплити су користили округли дрвени штит у облику посуде који је био ојачан бронзом и назван аспис. Аспис је такође био најдуготрајнији и најпознатији и најутицајнији од свих древних грчких штитова. Спартанци су користили аспис за стварање грчке формације фаланге. Њихови штитови су пружали заштиту не само њима, већ и њиховим саборцима са леве стране.
Примери германских дрвених штитова око 350. пне – 500. године преживели су од жртвовања оружја у данским мочварама.

### Посткласични
Типични у раном европском средњем веку били су округли штитови са лаганим, нецепајућим дрветом попут липе, јеле, јове или тополе, обично ојачани кожним покривачем са једне или обе стране и повремено металним ободом, који окружује метални штитник. Ови лагани штитови су одговарали стилу борбе где се сваки надолазећи ударац пресреће штитом како би се одбио. Нормани су увели змајевски штит око 10. века, који је био заобљен на врху и сужен на дну. Ово је пружило одређену заштиту ногама корисника, без додавања превише на укупну тежину штита. Змајевски штит углавном има енарме, кожне каишеве који се користе за држање штита чврсто уз руку. Коришћен од стране пешака и коњичких трупа, постепено је дошао да замени округли штит као уобичајени избор све до краја 12. века, када је ефикаснији оклоп удова омогућио да штитови постану краћи и да буду у потпуности замењени у 14. веку.
Како се оклоп за тело побољшавао, витешки штитови су постајали све мањи, што је довело до познатог стила троугластог штита. Штитови у стилу змаја и овалног троугла били су направљени од неколико слојева ламелираног дрвета, са благом кривином у попречном пресеку. Стил троугла инспирисао је облик симболичког хералдичког штита који се и данас користи. На крају су развијени специјализовани облици као што је бауч, који је имао ослонац за копље урезан у горњем углу стране копља, како би га водио у борби или турниру. Слободно стојеће штитове зване пависи, који су били ослоњени на постоље, користили су средњовековни самостреличари којима је била потребна заштита при поновном пуњењу.
Временом су неки оклопни витезови у потпуности одустали од штитова у корист мобилности и дворучног оружја. Други витезови и обични војници усвојили су баклер, што је довело до израза „свашбаклер”. Баклер је мали округли штит, обично између 8 и 16 инча (20–40 cm) у пречнику. Баклер је био једна од ретких врста штитова који су се обично правили од метала. Мали и лагани, баклер се лако носио тако што је био окачена за појас; пружао је малу заштиту од пројектила и био је резервисан за борбу прса у прса где је служио и за заштиту и за напад. Употреба баклера је почела у средњем веку и наставиле су се све до 16. века.
Током 19. века, неиндустријске културе са малим приступом оружју и даље су користиле ратне штитове. Зулу ратници су носили велике лагане штитове зване ишлангу направљене од једне воловске коже подупрте дрвеном кичмом. Ово је коришћено у комбинацији са кратким копљем (иклва) и/или батином. Остали афрички штитови укључују глагву из Камеруна или нгубу из Конга.

## Галерија
- Слика са Хатшепсутине експедиције на Пунт која приказује египатске војнике са штитовима (дрво/животињска кожа). 15. век п. н. е. Храм Хатор Деир ел-Бахари
- Хоплит сликара Алкимахоса, на атичкој црвенофигуралној вази, око 460. п. н. е. Штит има завесу која служи као заштита од стрела.
- Борба мачем и штитом (мали штит), плоча из Tacuinum Sanitatis илустрована у Ломбардији, око 1390. године.
- Цртеж из Codex Manesse који приказује витешке борбе на коњима са коњаницима који носе штитове.
- Свечани штит са мозаичком декорацијом. Астеци или Микстеци, 1400-1521 (Британски музеј).
- Штит аустралијских Абориџина, Краљевски Албертов меморијални музеј.
- Нијаски церемонијални штит.
- Штит од коже носорага из Судана. Тренутно је смештен на Вестминстер колеџу у Њу Вилмингтону, Пенсилванија.
- Абориџински штит од коре пронађен у заливу Ботани, Нови Јужни Велс, током првог путовања капетана Кука 1770. (Британски музеј)
- Модерни полицијски штит